# Сент-Геліна (Північна Кароліна)
Сент-Геліна (англ. St. Helena) — селище (англ. village) в США, в окрузі Пендер штату Північна Кароліна. Населення — 417 осіб (2020).

## Географія
Сент-Геліна розташований за координатами 34°31′0″ пн. ш. 77°55′3″ зх. д. / 34.51667° пн. ш. 77.91750° зх. д. (34.516623, -77.917394).  За даними Бюро перепису населення США в 2010 році селище мало площу 14,60 км², уся площа — суходіл.

## Демографія
Згідно з переписом 2010 року, у селищі мешкало 389 осіб у 157 домогосподарствах у складі 114 родин. Густота населення становила 27 осіб/км².  Було 184 помешкання (13/км²).
Расовий склад населення:
| - 74,8 % — білих - 21,3 % — чорних або афроамериканців - 0,8 % — корінних американців - 2,8 % — осіб інших рас |

До двох чи більше рас належало 0,3 %. Частка іспаномовних становила 4,1 % від усіх жителів.
За віковим діапазоном населення розподілялося таким чином: 24,9 % — особи молодші 18 років, 62,2 % — особи у віці 18—64 років, 12,9 % — особи у віці 65 років та старші. Медіана віку мешканця становила 41,2 року. На 100 осіб жіночої статі у селищі припадало 88,8 чоловіків;  на 100 жінок у віці від 18 років та старших — 86,0 чоловіків також старших 18 років.
Середній дохід на одне домашнє господарство  становив 52 761 долар США (медіана — 40 893), а середній дохід на одну сім'ю — 66 457 доларів (медіана — 59 375). За межею бідності перебувало 8,5 % осіб, у тому числі 7,1 % дітей у віці до 18 років та 7,5 % осіб у віці 65 років та старших.
Цивільне працевлаштоване населення становило 197 осіб. Основні галузі зайнятості: освіта, охорона здоров'я та соціальна допомога — 31,0 %, виробництво — 13,7 %, будівництво — 12,7 %.